# Dirheniumdecacarbonyl
Dirheniumdecacarbonyl (oft auch als Rheniumdecacarbonyl bezeichnet) war das erste bekannte stabile Metallcarbonyl des Elements Rhenium und wurde von Hieber, der als Pionier der Metallcarbonylchemie gilt, 1941 synthetisiert.

## Darstellung
Der Feststoff wird aus Rhenium(VII)-oxid direkt durch Reduktion mit Kohlenmonoxid hergestellt.
{\displaystyle \mathrm {Re_{2}O_{7}+17\ CO\longrightarrow \ Re_{2}(CO)_{10}+7\ CO_{2}} }
Er kann auch aus Kaliumperrhenat gewonnen werden.
{\displaystyle \mathrm {KReO_{4}+17\ CO\longrightarrow \ Re_{2}(CO)_{10}+6\ CO_{2}+K_{2}CO_{3}} }

## Eigenschaften
Re2(CO)10 ist ein Metallcarbonyl mit Metall-Metall-Bindung und somit gemäß der Definition von Cotton als Metallcluster anzusehen. Die äquatorialen Carbonylliganden des in der Oxidationsstufe 0 vorliegenden Rhenium-Fragments Re(CO)5 haben im Molekül eine gestaffelte Anordnung zueinander. Die Metall-Metall-Bindungslänge beträgt 304 pm und wurde aus den Daten einer Einkristallröntgenstrukturanalyse bestimmt.
Re2(CO)10 erfüllt die 18-Elektronen-Regel: (Rhenium hat 7 Außenelektronen (14), jeder Carbonylligand steuert 2 Elektronen bei (20), die Metall-Metall-Bindung verfügt über 2 Elektronen: 14 + 20 + 2 = 36).
Es liegt in Form von luftstabilen, farblosen Blättchen (aus Petrolether) vor. Bei höheren Temperaturen erfolgt Zersetzung unter Metallabscheidung. Er ist unlöslich in Wasser, mäßig löslich in aliphatischen Kohlenwasserstoffen und gut löslich in Tetrahydrofuran und Methylenchlorid.

## Reaktionen
- Eine klassische Reaktion zu anionischen Carbonylkomplexen besteht in der Basenreaktion nach Hieber. Bei dieser Reaktion greift die Base OH− am Carbonyl-C-Atom an, das primäre Additionsprodukt zerfällt und das Carbonylmetallat wird gebildet. So entsteht beispielsweise HRe(CO)5.[7]

- Setzt man Dirheniumdecarcarbonly oder dessen homologe Verbindungen Mn2(CO)10 bzw. Tc2(CO)10 mit Halogenen um, so erhält man die Carbonylhalogenide: M2(CO)10 + Hal2 → 2 HalM(CO)5. Auf diese Weise sind BrMn(CO)5, ClMn(CO)5, ClRe(CO)5 und BrRe(CO)5 etc. erhältlich.

- Die Kombination beider genannter Verfahren dient zur Synthese gemischter Metallcarbonyle: BrMn(CO)5 + −Re(CO)5 → MnRe(CO)10

- Weitere Reaktionen beruhen auf Ligandenaustauschreaktionen und/oder thermischer oder photochemischer Behandlung der Carbonyle.

## Verwendung
Die Substanz wird als Startmolekül für andere Rheniumverbindungen, insbesondere für Cluster, benutzt, da die CO-Liganden leicht gegen andere Liganden ausgetauscht werden können.